# Binta Jambane
Binta Jambane (sinh ngày 14 tháng 5 năm 1942) là một vận động viên chạy nước rút người Mozambique. Bà đã thi đấu ở nội dung 100 mét nữ tại Thế vận hội Mùa hè 1984.